# Mitja Okorn
Mitja Okorn (ur. 26 stycznia 1981 w Kranju) – słoweński reżyser i scenarzysta.
Ukończył studia ekonomiczne na Uniwersytecie Lublańskim. Debiutował w 2000 filmem dokumentalnym „Not sponsored”. W 2002 zrealizował film krótkometrażowy „Be Flexible”. W 2005 zrealizował film fabularny „Tu pa tam”. Jest także autorem reklam i teledysków. Od 2007 mieszka i pracuje w Polsce.

## Filmografia

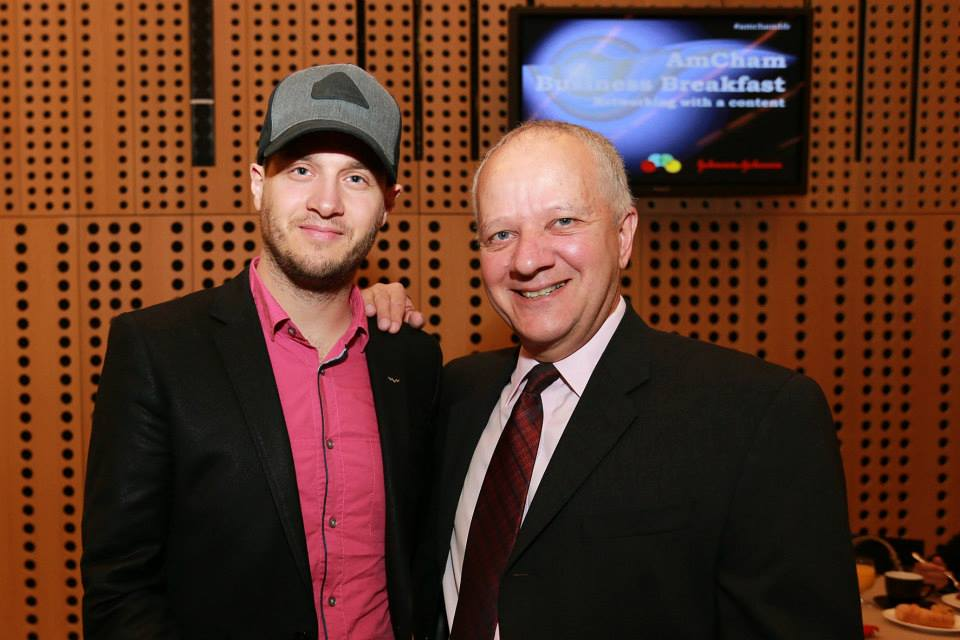
Mitja Okorn w towarzystwie Joseph Mussomeli

### Reżyser
- Bokser (2024)[5]
- Life In A Year (2019)[1]
- Planeta singli (2016)[2]
- Listy do M. (2011)[2]
- 39 i pół (2008 – 2009)[2]
- Tu pa tam (2004)[1]
- Not Sponsored 2 (2002)[1]
- Be Flexible (2002)[1]
- Not Sponsored 1 (2000)[1]

### Scenariusz
- Bokser (2024)[6]
- Dziewczyny z Dubaju (2021)[1]
- Planeta singli (2016)[2]
- Tu pa tam (2004)[1]

### Gościnnie
- 39 i pół (2008 – reżyser teledysku)[1]

### Reżyser teledysków
- 2006 r. – „Raw” – Diyala;
- 2007 r. – „On My Mind” – Tamoto; „Moment Like This” – Nina Osenar; „Hip Hop” – Kocka feat. Kosta; „Satisfied” – Karma; „When I’m Done (Razstur)” – Multiball; „Roke V Zrk”, „Gremo Naprej”, „Na Sencni Strani Mesta” i „Zadovoljna” – Kocka; „Ves Tvoj Svet” – Omar; „Zvezda Vecera” – Alya; „Misel” – C.R.A.S.H.; „Tu Pa Tam” – Kocka; „9. Junij” – Bohem; „U La La (Que Sera Sera)” Select;
- 2007 r. – „On My Mind” – Tamoto; „Moment Like This” – Nina Osenar; „Hip Hop” – Kocka feat. Kosta; „Satisfied” – Karma; „When I’m Done (Razstur)” – Multiball; „Roke V Zrk”, „Gremo Naprej”, „Na Sencni Strani Mesta” i „Zadovoljna” – Kocka; „Ves Tvoj Svet” – Omar; „Zvezda Vecera” – Alya; „Misel” – C.R.A.S.H.; „Tu Pa Tam” – Kocka; „9. Junij” – Bohem; „U La La (Que Sera Sera)” Select;
- 2009 r. – „Beware” Tamoto; „Get Up” – Elvis Jackson; „Vanilija” – Los Ventilos; „Another Gal Bites Da Dust” – Jah Waggie; „Pocasi” – Dan D;
- 2010 r. – „Rock’n’rollin Love” i „Radio Song” – Afromental[1].

### Reżyser reklam
- 2007 r. – „TouchMe” i „FollowM” Prosum Biomteric; „ADSL” Amis;
- 2009 r. – 39 i Pół Orange Polska; Sparkasse – Vedezevalka (Słowenia);
- 2010 r. – TV Pakiety (Serce i Rozum) Orange Polska;
- 2011 r. – „Serce i Rozum – Pieprz i Sól” Orange Polska;
- 2012 r. – „Pilot i Myszka” Orange Polska;
- 2013 r. – „Singiel”, „Kuchnia”, „Angielski”, „Łazienka”, „Złota Raczka” i „Wielki Porządki” BNP Paribas Bank; bułka 7 Days – Borsetto[1].

## Nagrody i nominacje
- Planeta singli – Toronto (Festiwal Polskich Filmów „Ekran”) Nagroda dla najlepszego filmu (2016)
- Planeta singli – Seattle (Seattle Polish Film Festival) Nagroda Viewers Choice Award (2016)
- Planeta singli – Moskwa (Festiwal Filmów Polskich „Wisła”) Nagroda Publiczności (2016)
- Planeta singli – Luksemburg (Central and Eastern European Film Festival „CinEast”) Nagroda Publiczności (2016)
- Planeta singli – Częstochowa (do roku 2014 Rzeszów) (Festiwal Filmów Optymistycznych „Multimedia Happy End”) Nagroda dla najlepszego profesjonalnego filmu fabularnego (2016)
- Planeta singli – Cottbus (Festiwal Młodego Kina Wschodnioeuropejskiego) Nagroda Publiczności (2016)
- Planeta singli – Chicago (Festiwal Filmu Polskiego w Ameryce) Nagroda dla najlepszej komedii (2016)
- Planeta singli – Chicago (Festiwal Filmu Polskiego w Ameryce) Nagroda Publiczności (2016)
- Listy do M. – Toronto (Festiwal Polskich Filmów „Ekran”) Nagroda za reżyserię (2012)
- Listy do M. – Lubomierz (Ogólnopolski Festiwal Filmów Komediowych) Złoty Granat (2012)
- Listy do M. – Gdynia (Festiwal Polskich Filmów Fabularnych) Bursztynowe Lwy (2012)
- Listy do M. – Chicago (Festiwal Filmu Polskiego w Ameryce) Nagroda Publiczności (2012)
- Listy do M. – Bilet, Nagroda Stowarzyszenia „Kina Polskie” Złoty Bilet (2012)
- Listy do M. – Bilet, Nagroda Stowarzyszenia „Kina Polskie” Złoty Bilet (2011)